# Vilandrica
Vilandrica (cyr. Виландрица) – wieś w Serbii, w okręgu niszawskim, w gminie Gadžin Han. W 2011 roku liczyła 149 mieszkańców.